# 138-ма радіотехнічна бригада (Україна)
138-ма радіотехнічна Наддніпрянська бригада (138 РТБр, в/ч А1880) — військове з'єднання повітряного командування «Центр» Повітряних сил України. Сьогодні бригада в складі радіотехнічних батальйонів і окремих радіолокаційних рот несе постійне бойове чергування з охорони повітряного простору восьми областей України: Вінницької, Київської, Житомирської, Черкаської, Кіровоградської, Полтавської, Чернігівської, Сумської.

## Історія

### Радянський період
Історія 138-ї радіотехнічної бригади бере свій початок з 23 червня 1936 року, коли з 12-го і 13-го окремих батальйонів повітряного спостереження, оповіщення і зв'язку в місті Києві був сформований 4-й полк повітряного спостереження, сповіщення та зв'язку (ПССЗ), що ввійшов до складу Київської бригади ППО. Командував полком при формуванні майор Корихалов О. П.
В листопаді 1939 року 4-й полк ввійшов до складу 3-ї дивізії ППО.
Перед початком нацистсько-радянської війни частина мала високу бойову виучку особистого складу і чітку організацію служби повітряного спостереження, оповіщення та зв'язку.
Полк з червня 1941 року по вересень 1941 року в складі 3-ї дивізії ППО знаходився на протиповітряній обороні м. Києва. За цей період по сповіщенню 4-го полку засобами винищувальної авіації і зенітної артилерії було збито 126 літаків противника.
Командний пункт і оперативна група 4-го полку ПССЗ до останнього моменту знаходилась в Києві. Коли частина міста опинилася в руках гітлерівців, КП почав відступ і з боєм прорвався в напрямку Бориспіль-Яготин.
20 січня 1968 року була розформована окрема радіолокаційна рота в с. Мовчанівка.

## Структура
В 1988 році 138 радіотехнічна бригада включала в себе такі підрозділи:
- 133-й окремий радіотехнічний батальйон (смт. Озерне Житомирської області)
- 2032-й окремий радіотехнічний батальйон (м. Васильків Київської області)
- 2033-й окремий радіотехнічний батальйон (м. Сміла Черкаської області)
- 1822-й окремий радіотехнічний батальйон (м. Миргород Полтавської області)
- 116-й окремий радіотехнічний батальйон (м. Умань Черкаської області)

### Сучасна
- 69-й радіотехнічний батальйон (в/ч А0732) м. Вінниця Полтавская обл.;
- 102/1822-й радіотехнічний батальйон (в/ч А1975) м. Київ/Київська обл.,

  - 10-та окрема радіолокаційна рота (в/ч А2206) м. Бровари, Київська обл;
  - 108/752-ма окрема радіолокаційна рота (в/ч А1348) м. Ніжин, Чернігівська обл., ;
  - 550-ма окрема радіолокаційна рота (в/ч А3547) м. Чернігів,;
  - 747-ма окрема радіолокаційна рота (в/ч А1606) м. Жашків Черкаська обл. , ;
- 115/2032-й радіотехнічний батальйон (в/ч А3335) м. Сміла Черкаська обл,
  - 548-ма окрема радіолокаційна рота (в/ч А3544) м. Кропивницький, ;
  - 551-ша окрема радіолокаційна рота (в/ч А3548) м. Конотоп Сумская обл.,
  - 786-та окрема радіолокаційна рота м. Гребінка
- 116/2097-й радіотехнічний батальйон (в/ч А2012) м. Умань Черкаська обл.
  - 688-ма окрема радіолокаційна рота (в/ч А1808) с. Карпівка Вінницька обл.
  - 750-та окрема радіолокаційна рота (в/ч А1424) м. Тульчин Вінницька обл.
- 133-й радіотехнічний батальйон (в/ч А1564) смт Озерне Житомирська обл.
  - 103/746-тя окрема радіолокаційна рота (в/ч А1486) смт Попільня, Житомирська обл.
  - 748-ма окрема радіолокаційна рота (в/ч А4610) с. Бохоники Вінницька обл

## Командування
- майор Корихалов А. П. (з 23 червня 1936)
- полковник Шумілов (з 1939)
- полковник Жуйков П. І. (до 1941)

…
- полковник Єлізар Панкратов
- полковник Калачинський (до 1982)
- полковник Шабалдін (з 1982)

…
- полковник Ігор Каркищенко (? — 2016)
- полковник Володимир Гниря 2016—2019
- полковник Перепелиця Юрій Леонідович (2019 — наш час)

## Втрати
- Пономаренко Дмитро Олександрович; 25 лютого 2017, бої під Горлівкою.
- Смирнов Павло Юрійович; 22 квітня 2017, бої під Горлівкою.
- Дронов Сергій Анатолійович; 10 жовтня 2018, оборона Маріуполя.
- Сіренко Іван Павлович; 11 червня 2019, помер вночі на передовій внаслідок раптової зупинки серця[2]
- старший солдат Проценко Андрій Юрійович; 2 вересня 2019[3]
- молодший сержант Ребенок Олег Вікторович, 4 листопада 2019[4]